# Mistrz Małgorzaty z Yorku
Mistrz Małgorzaty z Yorku – flamandzki miniaturzysta, iluminator, działający głównie w Brugii.

## Działalność artystyczna
Swój przydomek zawdzięcza iluminacjom wykonanym w dewocjonalnym manuskrypcie Jeana Gersona, napisanego dla Małgorzaty z Yorku, trzeciej żony Karola Śmiałego. Manuskrypt powstał w latach 1468 - 1477. Po raz pierwszy identyfikację taką dokonał niemiecki historyk sztuki Friederich Winkler; podobną atrybucję nadał miniaturom wykonanych do czternastowiecznego rękopisu L'Ovide moralisé wykonanego dla Joanny Burgundzkiej, iluminacjom do dzieła Huberta Le Prevosta La vie de Saint Hubert  i miniaturom we francuskim przekładzie Heinricha Seuse Horologium sapientiae. Wszystkie prace zlecone zostały przez Louisa of Gruuthuse, niderlandzkiego dworzanina, bibliofila i mecenasa sztuki. Winkler przeanalizowawszy styl wykonanych iluminacji w manuskryptach powstałych w Brugii umieścił prace Mistrza Małgorzaty z Yorku pomiędzy stylem Vrelanta a Mistrza Modlitewnika Drezdeńskiego. Iluminacje Mistrza Małgorzaty są bardziej dojrzalsze niż prace Vrelanta przez co niemiecki historyk wysuną hipotezę, iż mogą one być wczesnymi pracami Mistrza Modlitewnika Drezdeńskiego. W 1930 roku, austriacki historyk Ottokar Smital w kolejnych ośmiu manuskryptach dopatrzył się w ich iluminacjach podobnego stylu do tego jaki prezentował Mistrz Małgorzaty z Yorku. Manuskrypty należały do Gruuthuse'a; wśród nich były kopie prac z francuskich przekładów Quintusa Curtiusa i Valeriusa Maximusa. Pierwotnie ilustracje przypisał Mistrzowi Ludwika Burgundzkiego, który okazał się tożsamy z Mistrzem Małgorzaty. Przy wielu iluminacjach można zauważyć rękę innych artystów m.in. Mistrza Fitzwilliam 268.
Prawie wszystkie miniatury przypisywane Mistrzowi Małgorzaty z Yorku były ilustracjami do przekładów, najczęściej manuskryptów świeckich. Współpracował on z Liedetem i Mistrzem Antoniego Burgundzkiego przy Chroniques de France Jeana Froissarta.